# Staroturečtina
Staroturečtina také Orchonská turečtina (Východní staroturečtina, Stará ujgurština) je nejstarší doložená forma turkičtiny, nalezená v Turkuckých a Ujgurských nápisech z doby mezi 7. - 13. stoletím. Jedná se o nejstarší doložený člen jihovýchodní (Ujgurské) turkické větve, který existuje v současné Čagatajštině: Ujgurském a Západojugurském jazyce.
Staroturečtina je doložena v mnoha písmových variantách (skriptech), včetně Orchonsko-Jenisejských runiformních skriptech, Staroujgurského písma (forma sogdijského písma), bráhmí a manichejského písma.

## Zdroje
Zdroje staroturečtiny jsou rozděleny do tří skupin:
- 7. - 10. století: orchonské nápisy v Mongolsku a Jenisejské pánvi (orchonská turečtina, nebo skutečná staroturečtina).[3]
- 9. - 13. století: ujgurské rukopisy ze Sin-ťiangu, (stará ujgurština), v různých skriptech včetně bráhmí, manichejském, syrském a ujgurském písmu.[3]
- 11. století: karachánidské rukopisy, většinou psané v arabském písmu (karachánidská turečtina). Karachánidská sbírka obsahuje 6 500 básní, Qutaδγu bilig "moudrost, která přináší štěstí", což je arabsko-turkický slovník a "přehled turkických dialektů" od Mahmúda Kašgarského. Tato větev je někdy nazývána jako středoturečtina.

## Srovnání s dnešními turkickými jazyky
Tabulka ukazuje výrazy čísel od 1 do 10 v 6 dnešních turkických jazycích v latinkovém přepisu.
| číslo | Staroturečtina | Turečtina | Tuvinština | Kazaština | Kaškajština | Krymčačtina |
| 1     | Bir            | Bir       | Bir        | Bir       | Bir         | Bir         |
| 2     | Eki            | İki       | İyi        | Yeki      | İki         | Eki         |
| 3     | Üç             | Üç        | Üş         | Üş        | Üç          | Üç          |
| 4     | Tört           | Dört      | Dört       | Tört      | Dört        | Dort        |
| 5     | Beş            | Beş       | Beş        | Bes       | Beş         | Beş         |
| 6     | Altı           | Altı      | Aldı       | Altı      | Altı        | Altı        |
| 7     | Yeti           | Yedi      | Çedi       | Jeti      | Yedi        | Yedi        |
| 8     | Sekiz          | Sekiz     | Ses        | Segiz     | Sekiz       | Sekiz       |
| 9     | Tokuz          | Dokuz     | Tos        | Toğız     | Dokuz       | Tokuz       |
| 10    | On             | On        | On         | On        | On          | On          |